# Gustave Le Bon
Gustave Le Bon   (Nogent-le-Rotrou, 7 de maig de 1841 - París, 13 de desembre de 1931) va ser un polímat francès que va interessar-se, entre d'altres, per l'antropologia, la psicologia, la sociologia, la medicina o la física. És especialment conegut per les seves obres sobre la psicologia de masses, camp en el qual va ser un pioner.
Doctorat en medicina per la Universitat de París el 1866, mai va arribar a exercir i va optar en canvi per una carrera com a escriptor. Va enrolar-se a l'exèrcit durant la Guerra francoprussiana (1870-71) i va ser testimoni dels fets de la Comuna de París, que el van impressionar profundament. Va dedicar-se a viatjar pel món dedicant-se a l'incipient camp de l'antropologia.
Durant la dècada de 1890 va orientar-se cap a la psicologia i la sociologia i va ser pioner en la psicologia de masses, postulant que els grans grups no son simplement la suma dels seus individuals, sinó que constitueixen una entitat psicològica pròpia, anticipant el concepte d'inconscient col·lectiu. Durant aquests anys també va dedicar-se a la física, arribant a suggerir l'equivalència entre massa i energia i el naixement de l'era atòmica.
Va ser ignorat o denostat durant gran part de la seva vida a causa de les seves opinions conservadores i reaccionàries i el seu criticisme a la democràcia i el socialisme. Les seves teories van influir sobre personalitats com Theodore Roosevelt o Sigmund Freud però representen un precedent intel·lectual pel feixisme representat per Benito Mussolini o Adolf Hitler.